# Фармер, Генри Джордж
Генри Джордж Фармер (англ. Henry George Farmer; 17 января 1882, Бирр, Ирландия — 30 декабря 1965, Ло, Великобритания) — британский музыковед и дирижёр, один из виднейших исследователей арабской средневековой музыки и музыкальной теории.

## Биография
Дебютировал в 1910 в Лондоне в Бродвейском театре в качестве дирижёра, в 1911—1912 годах там же дирижировал основанным им Ирландским оркестром.
С 1914 года в Глазго дирижировал оркестром театра «Колизей» и оркестром театра «Эмпайр».
В 1924 окончил Университет Глазго, где изучал арабский язык и культуру, а в 1926 году защитил диссертацию «История музыки арабов».
Собирал и изучал старинные арабские рукописи, переводил и комментировал трактаты. Известность арабиста-музыковеда Фармеру принесла книга «История арабской музыки до XIII века» (1929).
В 1932 году участвовал в первом Международном конгрессе арабской музыки в Каире.
С 1930-х годов преподавал в Университете Глазго. В 1947—1965 годах — вице-президент Восточного общества названного университета.
В 1950—1962 годах — член совета директоров шотландской Королевской академии музыки. Занимался также историей шотландской музыки, европейской военной музыки.

## Культурологические взгляды
В наше время взгляды Фармера на арабскую культуру не всегда признаются верными, так как он не изучал живую музыкальную традицию, её современное состояние). При этом его монографии и статьи, в том числе в крупнейших музыкальных энциклопедиях («The new Grove dictionary of music and musicians», «Die Musik in Geschichte und Gegenwart») способствовали расширению «восточной» ретроспективы музыкальной истории Европы, особенно в вопросах генезиса европейских музыкальных инструментов, и в целом — преодолению европоцентризма, господствовавшего в системе представлений о музыкальных ценностях.

## Труды
- A history of Arabian music to the XIIIth century. — L., 1929.
- Historical facts for the Arabian musical influence. — L., 1930.
- Islam // Musikgeschichte in Bildern. — Lpz., 1966. Bd 3. Lfg 2.